# زمین‌لرزه ۱۹۶۴ ترکیه
زمین‌لرزه ترکیه  در تاریخ ۶ اکتبر ۱۹۶۴ میلادی، برابر با ‎۱۴ مهر ۱۳۴۳، ساعت ۱۴:۳۱:۲۳ به زمان یوتی‌سی در ترکیه رخ داد. ژرفای این زلزله ۳۰٫۸ کیلومتر بود. بزرگی آن ۶ در مقیاس mb اعلام شده‌است. زمین‌لرزه به وقت محلی در روز سه‌شنبه، ساعت ۱۶ روی داده و منطقه زمانی آن یوتی‌سی +۲ بوده‌است (با لحاظ تغییر ساعت تابستانی).
سازمان زمین‌شناسی آمریکا نیز جای این زمین‌لرزه را در مختصات ۴۰°۱۸′شمالی ۲۸°۱۲′شرقی / ۴۰٫۳°شمالی ۲۸٫۲°شرقی و بزرگی آنرا برابر با ۷ در مقیاس ریشتر اعلام کرده‌است. ژرفای گزارش شده از سوی این سازمان ۱۵ کیلومتر می‌باشد.
شمار کشتگان زلزله حدود ۲۳ نفر بوده‌است.تعداد زخمیان ۲۳۹ نفر برآورده شده‌است.